# Отлучение
Отлуче́ние — принудительное исключение лица или группы лиц из деятельности религиозной общины (конфессии, церкви и т. п.), обычно за серьёзное нарушение законов данной общины. Отлучение не обязательно означает, что отлучённый более не рассматривается как член данной конфессии; в разных религиозных традициях исторически встречаются и более мягкие формы отлучения, например, ограничение участия в религиозных ритуалах «до исправления и покаяния», временный запрет на общение с единоверцами. Иногда отлучение сопровождается особыми церемониями, провозглашением проклятий в адрес отлучаемого.

## Язычество
Разные вариации отлучения существовало ещё в языческом мире. Плутарх и Корнелий Непот сообщали, например, об отлучении Алкивиада, которого обвинили в устройстве домашних богослужений (мистерий), «что по афинским представлениям считалось святотатством». Жрецы Деметры и Диониса предали Алкивиада проклятию, которое было вырезано на столбе и выставлено на афинской площади. Когда Алкивиад вернулся в Афины со славой победителя Спарты, восторженный народ заставил жрецов отменить проклятие, а столб сбросили в море.
У галлов, согласно книге Юлия Цезаря «Записки о Галльской войне», друиды в виде наказания могли отлучать от главного в друидизме обряда жертвоприношения и других ритуалов, причём не только отдельных людей, но и целые племена. Отлучённый считался про́клятым во всех территориях, где проживали кельтские племена, с ним не общались, он не имел права на судебную защиту или руководящую должность.

## Иудаизм
В иудаизме полное отлучение называется хе́ремом (חרם‎ — буквально «запрет»). Херему подлежали евреи-вероотступники, поклоняющиеся идолам или иным божествам, или соблюдающие какие-либо языческие культовые традиции. Это наказание налагалось еврейским судом и рассматривалось как постоянное отлучение, «гражданская смерть».
В Средние века были введены ступени херема, от 30-дневного отлучения от общины (ниддуй), включая запрет на посещение синагоги, и вплоть до полного и окончательного разрыва всех отношений с общиной. Первоначально на провинившегося обычно налагался ниддуй, и если в течение 30-и дней ему не удавалось уговорить отменить кару, она продлевалась ещё на 30 дней, после чего налагался херем. Перечень причин для отлучения был расширен, в него были включены, например, отказ предстать перед судом, пренебрежение к раввинским постановлениям, нарушение обета, небрежное содержание злой собаки, получение денег, не причитающихся по еврейскому закону или по постановлению нееврейского суда и т. п. Высшую и самую тяжёлую степень херема называют шаммата. В списке отлучённых есть известные мыслители: Элиэзер бен Уркенос, Уриэль Акоста, Бенедикт Спиноза.
Полное отлучение лишало отлучённого всяких гражданских прав и ставило вне закона; к нему никто не мог подходить ближе четырёх локтей; он не мог присутствовать в собрании, есть и пить вместе с кем-либо, наниматься или нанимать в работу, учить, быть учеником. Отлучённый не имел права умываться, надевать праздничную одежду; дети его не допускались к обрезанию, после смерти его могилу забрасывали камнями.

## Христианство

### Раннее христианство
В христианстве понятие отлучения существовало изначально. Например, апостол Павел в Первом послании к коринфянам перечислил прегрешения, которые служат основанием для отлучения: «Не сообщаться с тем, кто, называясь братом, остаётся блудником, или лихоимцем, или идолослужителем, или злоречивым, или пьяницею, или хищником; с таким даже и не есть вместе» (1Кор. 5:11). Общение с отлучённым служило основанием для нового отлучения. Изгнанный из одной христианской общины не мог найти приют ни в какой другой.
Когда христианство стало государственной религией, преступления против веры и нарушения правил вероучения стали рассматриваться как государственные преступления и в значительной мере перешли в область светского права (например, колдовство, прелюбодеяние, азартные игры). Основанием для церковного отлучения мог стать только тяжкий грех, явный и несомненно доказанный, и оно не вступало в силу, если правонарушитель раскаялся. Ритуал отлучения за особо тяжкие грехи (ересь, открытое противодействие церкви и т. д.) часто сопровождался повсеместным провозглашением анафемы виновным.
Отлучение как мощный инструмент церковной политики неоднократно использовалось римскими папами в своих интересах, папа Виктор (II век) отлучил Поликарпа Смирнского и всю его общину за непослушание (позднее отлучение пришлось снять). Папа Стефан (III век) за аналогичный грех отлучил всю Карфагенскую церковь. В IV веке, в период ожесточённой борьбы с арианством, на Антиохийском соборе восемьдесят семь собравшихся прелатов предали анафеме Афанасия Александрийского, который в ответ предал анафеме осудивших его прелатов. Далее Афанасий был дважды отлучён от Церкви папой Либерием. И папа Либерий, и Афанасий впоследствии были причислены к лику святых.
Были даже случаи отлучения посмертно за ересь, на Втором Константинопольском соборе (553 год) были провозглашены или подтверждены давние анафемы антитринитариям и прочим еретикам — Оригену, Феодору Мопсуестийскому, Арию Александрийскому, Евномию Кизикскому, Македонию, Аполлинарию Лаодикийскому, Несторию и Евтихию.

### Католицизм
См. Отлучение в Католической церкви
В Католической церкви решение об отлучении находилось в компетенции церковного суда. Средневековые канонисты различали несколько типов этого наказания:
- Малое (врачующее) отлучение (excommunicatio medicinalis), которое не исключало из Католической церкви, но запрещало участие в Евхаристии и других таинствах.
- Простое отлучение (excommunicatio major simplex), которым занимались низшие церковные суды.
- Анафема (excommunicatio major solemnis), решение о которой принимал епископат.

Два последних типа отлучения, в отличие от первого, относились к категории «смертоносных» (mortalis). Человек, подвергшийся смертоносному отлучению или анафеме, лишался права любого общения с верными, он должен был в одиночестве жить, молиться, принимать пищу. Он не мог быть судьёй, истцом, свидетелем, адвокатом, нотариусом, не мог заключать договоры, церковный брак, его завещание утрачивало силу. Если в течение установленного срока виновник не получал церковного прощения, то светский суд мог объявить его вне закона и конфисковать всё его имущество.
Для снятия отлучения была разработана специальная процедура. Сначала отлучённый каялся во вменённых ему грехах, просил прощения у Католической церкви и подтверждал верность католическому Символу веры, затем ему даровали освобождение от отлучения. После этого, восстановив свой доступ к католической обрядности, он исповедовался и получал отпущение грехов. Самые серьёзные случаи отлучения требовали для снятия присутствия епископа или даже папы римского.
Текст анафемы был составлен с характерной для Средневековья обстоятельностью. Выдержки из анафематствования известного воинствующего атеиста Лео Таксиля:

Мы провозглашаем, что отлучаем от Церкви и анафематствуем того злодея, который именуется Львом Таксилем, и изгоняем его от дверей святой Божией Церкви… Да будет он проклят всюду, где бы он ни находился: в доме, в поле, на большой дороге, на лестнице, в пустыне и даже на пороге церкви. Да будет он проклят в жизни и в час смерти. Да будет проклят он во всех делах его, когда он пьёт, когда он ест, когда он алкает и жаждет… Да будет проклят он во всех частях своего тела, внутренних и внешних… Да будет он проклят во всех суставах членов его, чтобы болезни грызли его от макушки головы до подошвы ног.
— Вступительная статья М. С. Беленького к «Забавной Библии» Таксиля, 1976 г.
Анафема могла налагаться не только на отдельных лиц, но и на еретические движения. Отлучение в массовых масштабах, от отдельных лиц до целых народов, стало широко использоваться папством в случае конфликтов со светской властью. Отлучение феодала заодно освобождало его вассалов от клятвы верности. Среди наиболее известных наказанных монархов:
- Роберт Благочестивый (998 год).
- Генрих IV (император Священной Римской империи) (1076).
- Филипп I (король Франции) (1094).
- Фридрих II (император Священной Римской империи) (1227).
- Генрих VIII, король Англии (1533).
- Елизавета I, королева Англии (1570).
- Наполеон I, император Франции (1809).

См. подробнее: Список отлучённых Католической церковью
В момент разделения Католической и Православной церквей (1054 год) папа Лев IX и константинопольский патриарх Михаил Керуларий предали один другого личной анафеме (вопреки распространённому мнению, в отношении самих конфликтующих церквей анафемы не провозглашались). Эти анафемы были отменены только в 1965 году. В ситуации избрания на папский престол одновременно нескольких лиц (антипапы) конкуренты нередко также предавали друг друга анафеме.
Наиболее радикальным и мощным оружием папства был интердикт — временное запрещение всех церковных обрядов для жителей города или государства, руководство которых проявило непослушание или совершило, с точки зрения церковных властей, крайне недостойные действия. Интердикт означал, что богослужения прекращались, церкви открывались раз в день для покаянной молитвы, умерших взрослых хоронили без отпевания, венчания не происходили.
Некоторые случаи применения интердикта:
- 1153—1155: город Рим (папа Адриан IV).
- 1181: Шотландия, король Вильгельм I Лев отлучён (папа Александр III).
- 1199: Франция, король Филипп II Август отлучён (папа Иннокентий III).
- 1208—1213: Англия, король Иоанн Безземельный отлучён (папа Иннокентий III).
- 1228: город Иерусалим, захваченный отлучённым императором Фридрихом II (папа Григорий IX).
- 1241—1257: город Пиза (папа Григорий IX).
- 1322: Германия (Священная Римская империя), император Людвиг Баварский отлучён (папа Иоанн XXII).
- 1376: город Флоренция (папа Григорий XI).
- 1608: город Венеция (папа Павел V).
- 1871: итальянский король Виктор Эммануил II, занявший Рим (папа Пий IX).
- 1909: город Адрия.

Особенно активно отлучение стало использоваться в XVI—XVII веках в борьбе с протестантской Реформацией. В 1521 году, например, папа Лев X отлучил Мартина Лютера и его единомышленников. Король Генрих Наваррский был отлучён дважды, но в 1595 году прощён.
В современной Католической церкви причины и правила для отлучения установил Кодекс канонического права 1917 года. Согласно этому канону, отлучённый не исключается из Католической церкви, но (вплоть до раскаяния и отпущения грехов) отстраняется от участия в таинствах, и тем самым лишается тех «духовных благ», которые обеспечивают христианские таинства. Самые серьёзные основания отлучения, подлежащие утверждению лично папой римским: осквернение Святого Причастия, физическое насилие над папой, попытка отпущения грехов своему соучастнику в грехе прелюбодеяния и нарушение тайны исповеди. Менее серьёзные дела обычно решаются епископом. В 1983 году папа Иоанн Павел II утвердил новую редакцию этого Кодекса; в нём число причин отлучения от церкви сокращено с 37 до 7 (отменено, например, отлучение членов масонских лож).
Сложным вопросом в современной Католической церкви является статус католиков, состоящих в гражданском разводе или втором браке, не оформленном церковным венчанием. Принято решение не считать этих лиц отлучёнными от Католической церкви, однако до легализации их статуса церковью и покаяния они не должны участвовать в таинствах.

### Православие
Русская православная церковь наказывала отлучением и анафемой как за религиозные и нравственные прегрешения, так и за антиправительственную деятельность. Среди религиозных оснований для отлучения — ересь, идолопоклонство, богохульство, оскорбление церковного суда и священнослужителей, продажа христиан в рабство иноверцам; в этом списке также многоженцы, кровосмесители, пренебрегающие причастием в течение более года, нарушающие Великий пост. Митрополиты древней Руси иногда подвергали отлучению князей и целые области. Так, великий князь Дмитрий Донской был отлучён св. митрополитом Киприаном. В XX веке Дмитрий Донской без снятия анафемы был причислен к лику святых.
Большой Московский собор 1667 года отлучил от Православной церкви «раскольников» (старообрядцев) и предал их вечному проклятию как «еретиков и непокорников». Отдельно были преданы анафеме «расколоучители» — протопоп Аввакум, поп Лазарь, дьякон Фёдор и другие. Старообрядцы подвергались анафемам ещё долгое время «за возмущения против гражданского и церковного правительства и поругание церкви». В 1971 году анафемы старообрядцам были отменены Поместным собором РПЦ.
В XVIII веке применение отлучения в конфликтах между государственными чиновниками и церковными властями приобрело недопустимо массовый характер, и по требованию Петра I в текст архиерейской присяги было введено обещание применять отлучение только в исключительных случаях и только к явным преступникам. Духовный Регламент 1721 года установил, что отлучение провозглашается за выступления против церкви, её обрядов и таинств, за «презрение к церкви и безбожие, явное ругательство и посмеяние закона Божьего», за укрывательство раскольников, содействие самозванцам, бунтовщикам и т. п. Обряд отлучения происходит в случае безуспешности священнических увещеваний. Отлучённому запрещалось входить в храм (только в притвор), запрещалось участие в литургии и во всех таинствах; если он всё же входил в храм, богослужение прекращалось. Если отлучённый отвергал все призывы покаяться, он передавался в распоряжение светской власти, которая фактически ставила его вне закона, если его кто-нибудь ограбит, ранит, побьёт, власти не накажут виновного, только убийство отлучённого воспрещалось. Отлучённый, умерший без прощения и покаяния, не подлежал молитве об упокоении души, его не могли захоронить на христианском кладбище. При патриархах в Русской церкви возник новый вид, так называемое «вседомовное отлучение», распространявшееся на всех домочадцев грешника; это наказание местный священник налагал «за обиды Церкви Божией», то есть за нарушение прав храма и причта.
Среди анафематствованных в XVII—XVIII веках: Григорий Отрепьев, Степан Разин, Емельян Пугачёв, гетман Мазепа и их соратники. До 1869 года в чине «Торжества Православия» ежегодно провозглашались личные анафемы, далее они были отменены, оставлены лишь 12 анафематизмов общего характера.
С 1869 года и до революции 1917 года персональное анафематствование в Российской империи не производилось.
В 1901 году Священный синод опубликовал «Определение Святейшего синода о графе Льве Толстом», воспринятое повсеместно как отлучение Льва Толстого от церкви, хотя формально оно не соответствовало канонам отлучения и было составлено в осторожных выражениях. Полемика по вопросу Определения синода послужила поводом для целой серии писем в синод, в которых содержались заявления о добровольном выходе («самоотлучении») из православия. Особенно много таких писем появилось после Указа «Об укреплении начал веротерпимости» (1905 год). Например, подобное заявление направил один из ведущих русских математиков А. А. Марков в 1912 году; глава синода митрополит Антоний велел считать А. А. Маркова «отпавшим от Церкви и подлежащим исключению из списков лиц православных».
19 января 1918 года патриарх Тихон прервал воздержание Русской церкви от анафем. Он обнародовал послание с протестом против зверств гражданской войны и анафемой гонителям церкви и преступникам. Патриарх констатировал, что «власть, обещавшая водворить на Руси право и правду, обеспечить свободу и порядок, проявляет всюду только самое разнузданное своеволие и сплошное насилие над всеми и в частности над Святою Церковью православной»:

Опомнитесь, безумцы, прекратите ваши кровавые расправы. Ведь то, что творите вы, не только жестокое дело, это – поистине дело сатанинское, за которое подлежите вы огню геенскому в жизни будущей – загробной и страшному проклятию потомства в жизни настоящей – земной.
Властию, данною нам от Бога, запрещаем вам приступать к Тайнам Христовым, анафематствуем вас, если только вы носите ещё имена христианские и хотя по рождению своему принадлежите к Церкви православной. Заклинаем и всех вас, верных чад Православной Церкви Христовой, не вступать с таковыми извергами рода человеческого в какое-либо общение.

Хотя большевики и их лидеры не названы прямо в послании, патриарх был взят под стражу и против него было заведено дело, прекращённое в 1925 году «ввиду смерти подследственного». Церковный собор 1918 года одобрил послание Тихона, призвал не подчиняться декрету об отделении церкви от государства и угрожал за непослушание отлучением. Для подавления сопротивления церкви большевикам понадобилось несколько лет.
В 1959 году анафеме за антирелигиозную деятельность подвергся Евграф Дулуман. В 1970 году Архиерейский собор Русской православной церкви заграницей провозгласил анафему Ленину.
В постсоветский период РПЦ предала анафеме за раскольническую деятельность киевского митрополита Филарета (1992) и бывшего священника Глеба Якунина (1997). В 1994 году Архиерейский собор РПЦ в определении «О псевдохристианских сектах, неоязычестве и оккультизме» объявил нетрадиционные конфессии несовместимыми с христианством, а люди, разделяющие или распространяющие их учения, объявлены «отлучившими себя от Православной церкви».
В 2009 году Епархиальный совет Псковской епархии предал анафеме некрещёного журналиста Олега Дементьева «в связи с непрекращающейся гнусной клеветой и сатанинской ложью в адрес обитательниц Спасо-Елизаровского монастыря и, в частности, игуменьи Елисаветы» (Дементьев обвинил игуменью Елисавету в принуждении послушниц к проституции). Это решение не было утверждено патриархом и не вступило в силу. Дементьев подал к епархии иск о защите чести и достоинства, но 15 июля 2010 года Псковский городской суд отказал в удовлетворении иска, при этом признав материал Дементьева не соответствующим действительности.
10 сентября 2020 года церковный суд Екатеринбургского епархиального управления принял решение об «извержении из сана» и отлучении от Православной церкви схиигумена Сергия (Романова) за нарушение священнической присяги, церковных канонов и дерзкое ослушание. 19 октября патриарх Кирилл утвердил это решение.

### Протестантизм
В многочисленных протестантских конфессиях наблюдается значительное разнообразие подходов к отлучению, от полного отказа до систематического применения. Так, у лютеран некоторое время практиковалось «малое отлучение» (excommunicatio minor), налагаемое местным пастором или консисторией. Если грешник не обнаруживал признаков исправления, он отлучался от церковного и светского общения, допускались только посещение проповеди и деловые отношения. Позднее практика отлучений у лютеран фактически прекратилась.
У англикан традиции отлучения нет вовсе, хотя есть канон, согласно которому в церковном погребении может быть отказано лицу, «объявленному отлучённым за какое-то тяжкое и печально известное преступление, если ни один человек не засвидетельствовал его раскаяние».
В Швеции и Дании отлучённые от церкви могут посещать церковные службы, однако должны сидеть в месте, отдалённом от других прихожан.

### Свидетели Иеговы
Среди Свидетелей Иеговы отлучение называют «лишением общения». Отлучение выглядит как бойкот ренегата, отказ единоверцев разговаривать с ренегатом и даже приветствовать его. Если члены семьи ренегата являются его единоверцами, то руководство Свидетелей Иеговы запрещает и им общаться с ренегатом.

## Другие религии
В буддизме нет прямого аналога отлучению от общины, однако различные буддистские вероучения или монастыри обычно имеют собственные уставы, устанавливающие обязательные правила поведения членов общины. Основой буддистской этики являются «пять священных заповедей» (Панчашила) — воздержание от убийства людей и животных, воровства, прелюбодеяния, лжи (включая оскорбления) и всех видов дурмана (алкоголь, наркотики). Для буддистов-мирян нарушение этих правил означает порчу кармы и унизительное перерождение в следующей жизни, поэтому отдельное религиозное наказание не требуется. Исключением могут являться монастырские общины: если хотя бы один обет нарушен, монах навсегда изгоняется из общины без права на прощение.
Индуизм также не имеет ритуала отлучения, однако индус может потерять кастовый статус из-за нарушения кастовых запретов и тем самым оказаться в самой низшей касте «неприкасаемых». Например, в XIX веке многие индийцы, посещавшие Великобританию, испытывали сложности с возвращением, так как считались нечистыми («осквернёнными») и отпавшими от своей касты.
В исламе существует близкое по смыслу понятие такфира, заявления о том, что человек или община — кафиры (неверные), то есть утратившие веру, более не мусульмане. Это обвинение не мешает человеку исполнять исламские обряды. Такфир должен быть подтверждён шариатским судом. Самый известный случай признания бывшего мусульманина кафиром — Салман Рушди. В случае признания мусульманина кафиром автоматически регистрируется развод для всех его жён, поскольку по исламскому праву мусульманским женщинам не разрешается вступать в брак с немусульманами.